# Óscar Londoño
Óscar Londoño (Medellín, Antioquia, Colombia; 7 de marzo de 1979) es un exfutbolista colombiano. Jugaba como delantero y culminó sus 14 años de carrera anotando 110 goles en 401 partidos.

## Clubes
| Club                 | País                | Año                 | Partidos | Goles |
| -------------------- | ------------------- | ------------------- | -------- | ----- |
| Atlético Nacional    | Colombia            | 1999-2000           | 12       | 0     |
| Cortuluá             | Colombia            | 2001-2003           | 72       | 17    |
| Santa Fe             | Colombia            | 2003                | 9        | 0     |
| Atlético Huila       | Colombia            | 2004                | 3        | 0     |
| Atlético Bucaramanga | Colombia            | 2005                | 23       | 3     |
| La Equidad           | Colombia            | 2006-2007           | 54       | 18    |
| Bogotá FC            | Colombia            | 2008                | 46       | 21    |
| Águilas Doradas      | Colombia            | 2009-2010           | 58       | 14    |
| Árabe Unido          | Panamá              | 2010                | 19       | 2     |
| Academia FC          | Colombia            | 2011-2012           | 48       | 20    |
| Fortaleza CEIF       | Colombia            | 2012-2013           | 57       | 13    |
| Total en su Carrera  | Total en su Carrera | Total en su Carrera | 401      | 110   |

## Palmarés

### Campeonatos nacionales
| Título                | Club              | País     | Año  |
| --------------------- | ----------------- | -------- | ---- |
| Campeonato Colombiano | Atlético Nacional | Colombia | 1999 |
| Primera B             | La Equidad        | Colombia | 2006 |
| Primera B             | Águilas Doradas   | Colombia | 2010 |
| Primera B             | Fortaleza CEIF    | Colombia | 2013 |

### Campeonatos internacionales
| Título          | Club              | País     | Año  |
| --------------- | ----------------- | -------- | ---- |
| Copa Merconorte | Atlético Nacional | Colombia | 2000 |